# Naaigerei

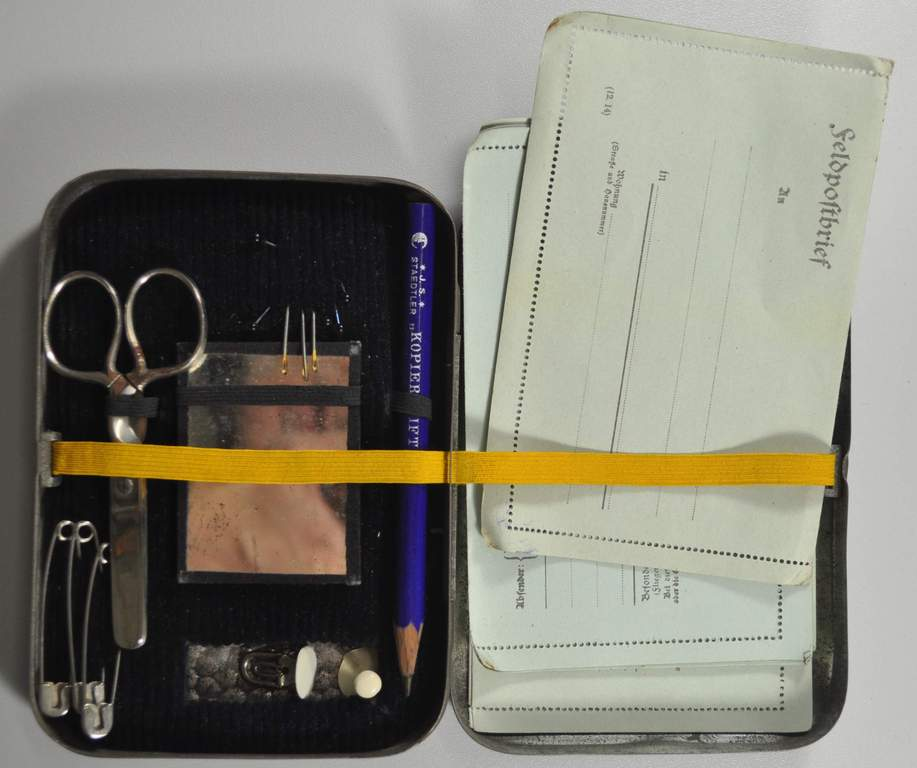
Setje naaigerei uit de Eerste Wereldoorlog met briefpapier en een potlood voor de veldpost.

Naaigerei, naaigerief of naaigereedschap, ook wel naaispullen, is een verzamelnaam voor gereedschappen die gebruikt worden voor het naaien van textiel.
Naaigerei is te verkrijgen in fourniturenwinkels en warenhuizen. In (luxe) hotelkamers bevindt zich doorgaans een setje naaigerei ten behoeve van de gasten. Zo een setje is beperkt tot de hoogst noodzakelijke middelen om kleine reparaties aan kleding te verrichten. Ervaren naaisters thuis en traditionele kleermakers gebruiken veel meer hulpmiddelen dan naald en schaar bij het naaien van kleding.

## Geschiedenis
De geschiedenis van het naaigerei begint in de prehistorie. Naaigerei werd toen onder andere gemaakt van bot of visgraten. Dit naaigerei wordt bij archeologische opgravingen gevonden. Dit geldt niet voor de kleding zelf. De materialen die voor kleding gebruikt werden zijn kwetsbaar, waardoor resten van zeer oude kledingstukken vrijwel nooit bewaard zijn gebleven. In het navolgende wordt voor een aantal types naaigerei beschreven wat de geschiedenis ervan is, te beginnen met de oudste soorten.

### Naalden

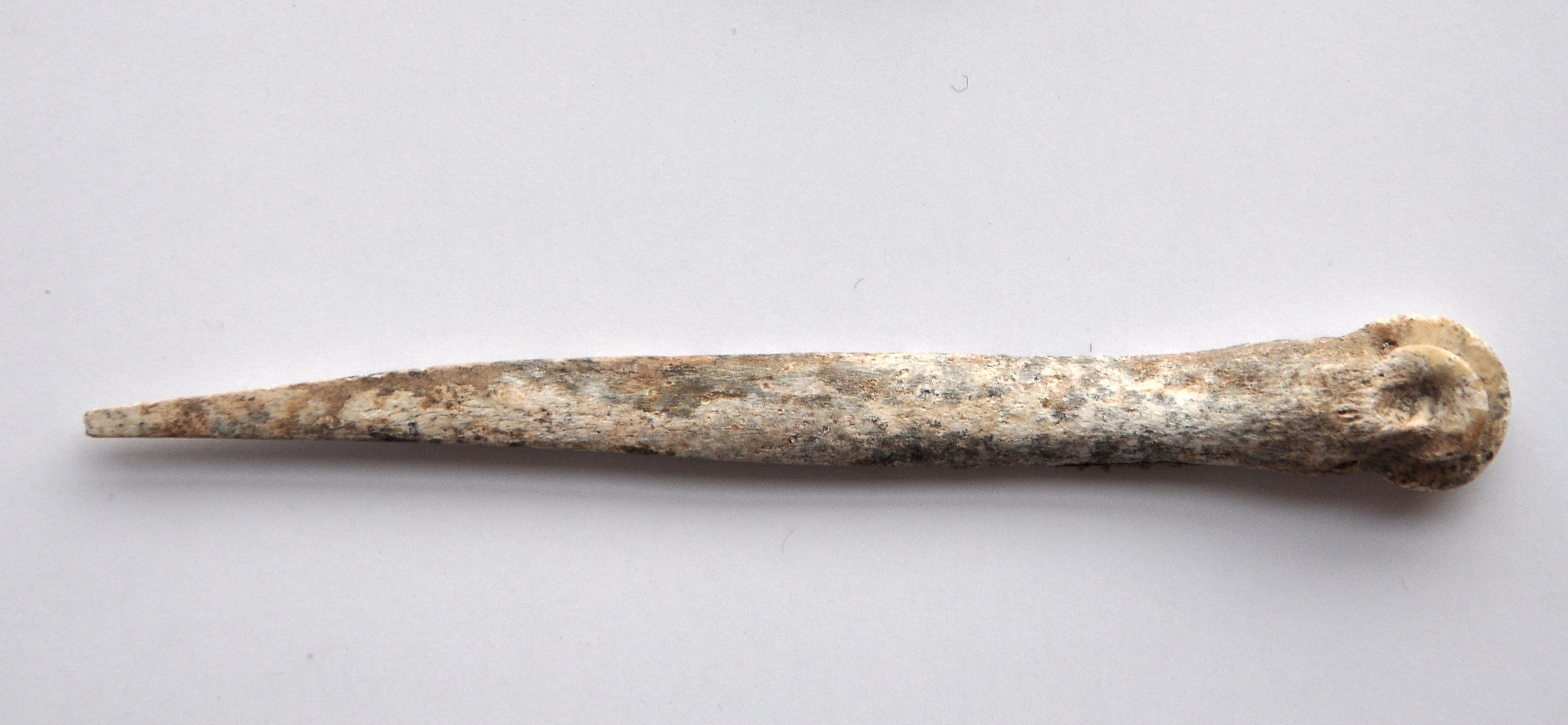
Een benen naald, gevonden in een graf van een vrouw uit ca. 3000 voor chr. in Kempraten, Zwitersland

Er wordt wel gedacht dat de naald een van de eerste gereedschappen was die de mens ging gebruiken, maar stenen gereedschap voor het bewerken van vlees zijn waarschijnlijk veel ouder. Naalden maakten het mogelijk dat mensen vanuit warme gebieden waar zij zonder kleding konden overleven, zich konden gaan vestigen in de koelere gebieden waar het dragen van kleding nodig was. De eerste kleding werd gemaakt van huiden en bont.
In 2008 werd gepubliceerd over een punt gemaakt van bot met een leeftijd van ca. 61.000 jaar. De punt uit de Sibudo-grot in Zuid-Afrika, was mogelijk het restant van een naald, maar kan ook een restant van een pijlpunt zijn. In 2016 werd in Siberië een volledige naald gevonden van ten minste 50.000 jaar oud. De naald had een oog en was gemaakt van het bot van een vogel. Deze naald werd gevonden bij archeologische resten van een uitgestorven mensachtige, de Denisovamens (Homo denisova). De vroege moderne mens gebruikte naalden uit beensplinters voor het naaien van kleding van bont. Deze mensen gebruikten schrabbers om het vlees van de huid af te schrapen en ook om het vel op maat te snijden.

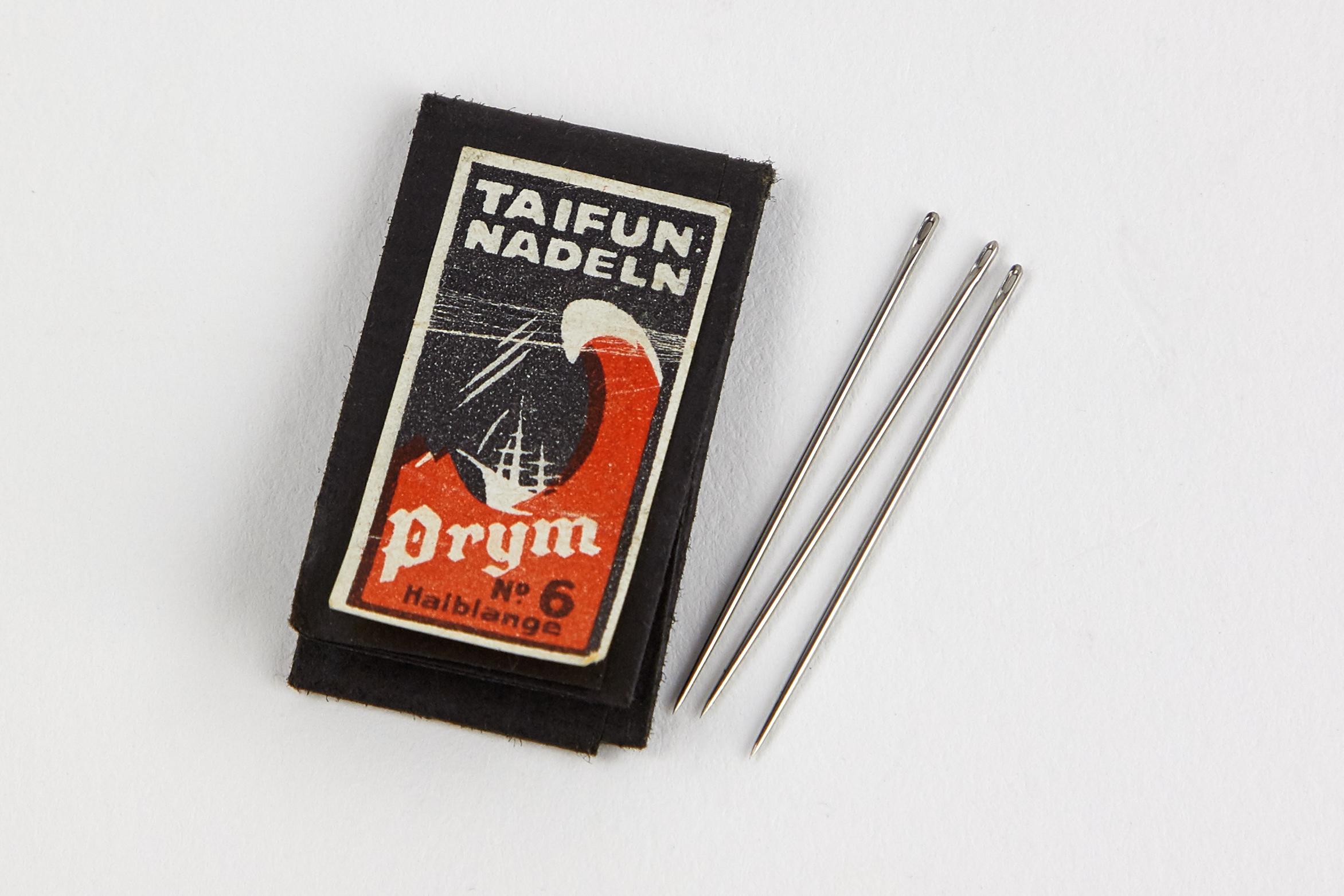
Naalden van het merk Prym

In de periode van het Europese Gravettien, 28.000-22.000 jaar geleden, werden naalden niet alleen gebruikt voor het naaien van huiden, maar ook voor het maken van textielversiering. Later werden naalden van brons gemaakt, en nog later van ijzer. Uit het oude Egypte zijn ook naalden van hout bekend, die in dat droge klimaat bewaard zijn gebleven. Een naald van metaal is eenvoudig te maken door een hete draad metaal te verhitten en dubbel te vouwen zodat er een oog open blijft aan één eind en de dubbele draad samen te smeden. In 1615 werd de eerste naald van staal gemaakt. Rond 1800 maakte de Duitse Balthasar Krems de eerste naald met het oog bij de punt, die nu vooral in naaimachines wordt toegepast
Een bekende fabrikant van naalden is het Duitse Prym uit Stolberg. Dit bedrijf startte in 1559 met de productie van bronzen voorwerpen. In de 19e eeuw specialiseerde August Prym (1843–1927) zich in het maken van kleine metalen onderdelen. Sindsdien is het bedrijf een van de bekendste op het gebied van naaigerei zoals naalden en spelden en allerlei accessoires.

### Messen
Voordat de schaar was uitgevonden werden stevige draden, zoals die van linnen, doorgesneden met een mes. Stenen messen zijn bekend uit het neolithicum in het oude Egypte. Later werden messen van koper gemaakt. In het Middenrijk ( van ca. 2040 tot 1783 v.Chr.) verschenen bronzen messen en nog later ijzeren messen. Messen gemaakt van vuursteen waren vaak scherper dan de ijzeren messen. Daarom werden vuurstenen messen in Egypte nog gebruikt tot in de Romeinse tijd.

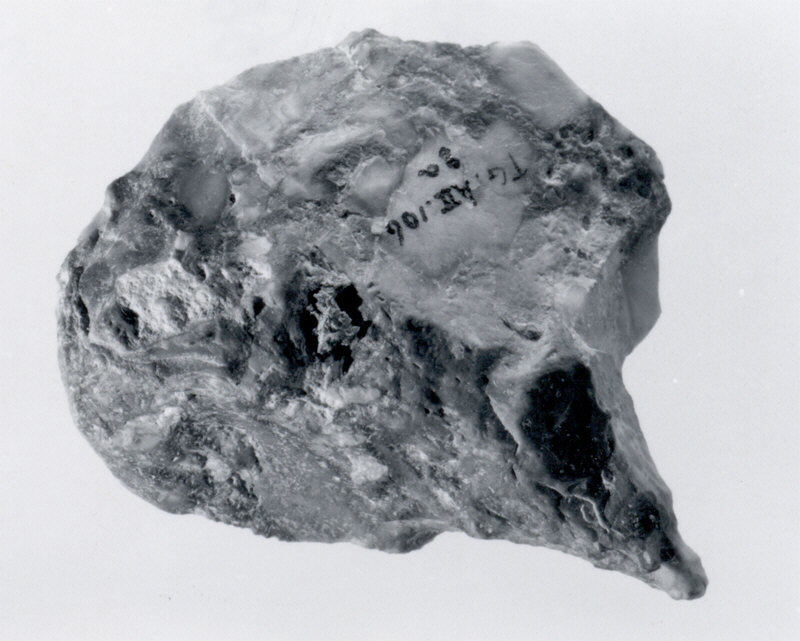
Een stenen priem uit de Ghassulian cultuur, 4400–3500 v.Chr. in de Jordaanvallei

### Priemen
Priemen werden gebruikt om gaten in grof textiel of leer te maken, waarna de verschillende delen aan elkaar genaaid konden worden. Een eenvoudige priem, gebruikt door zowel de Neanderthalers als de moderne mensen, bestond uit een steen met een uitstekende punt. Priemen van hout zijn bekend uit het oude Egypte. Van de Cheyenne is bekend dat zij andere organische materialen als een stekel van een vis, of een doorn van een plant als priem gebruikten. Na de steentijd werden priemen van brons gebruikt, vervolgens priemen van ijzer. In de huidige tijd worden priemen nog steeds gebruikt bij het maken van kleding, bijvoorbeeld om kleine ronde knoopsgaten te maken.

### Scharen

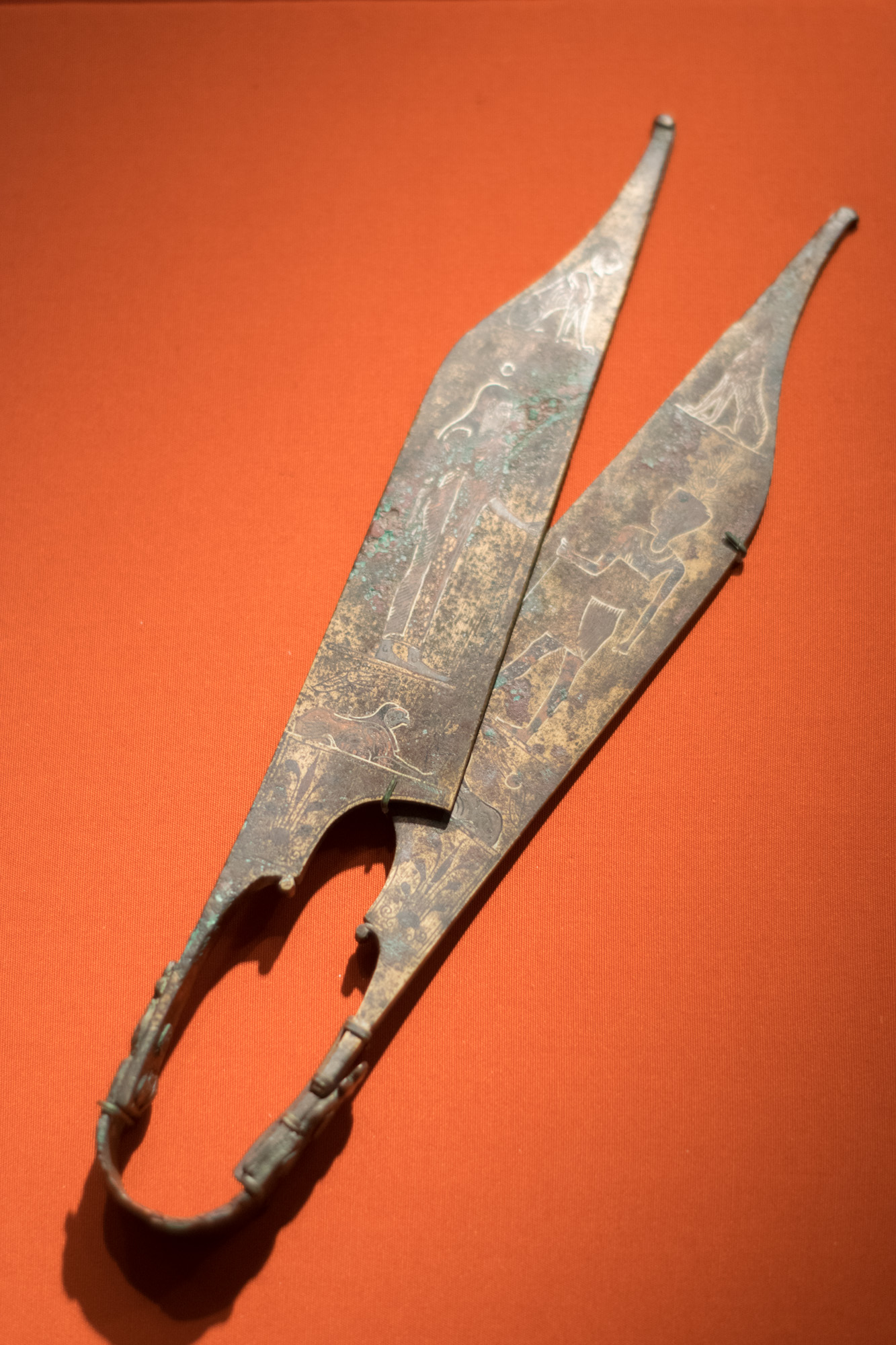
Schaar van brons versierd met zilver uit Turkije, daterend uit de 2e eeuw.

De eerste scharen verschenen veel later dan de naalden, namelijk 3.000-4.000 jaar geleden. Ze bestonden uit een veer met twee bladen en waren gemaakt van brons. Dit soort scharen zijn gevonden in Mesopotamië maar ook in het oude Egypte en werden in Europa tot de 16e eeuw gebruikt. De Romeinen ontwikkelden een schaar met gekruiste bladen rond 100 na Chr. Voor de 6e eeuw zou al een schaar met een centrale draaias zijn uitgevonden. Vanaf 1000-1500 werd kleding steeds professioneler gemaakt en ontstond een grotere vraag naar scharen van een goede kwaliteit, waarmee geknipt kon worden zonder rafels te veroorzaken. De scharen werden toen gemaakt door vakmensen met een eigen gilde.
In 1761 begon Robert Hinchliffe in Sheffield met de productie van scharen van gietstaal. Het Finse Fiskars, dat in 1649 werd gesticht door de Nederlandse koopman Peter Thorwöste, begon in 1832 met de productie van scharen, hetgeen het bedrijf tot de huidige dag volhoudt. Fiskars maakt nog steeds speciale scharen voor naai- en borduurwerk. Het Japanse bedrijf Kai bestaat sinds 1908 en maakt vele types gespecialiseerde scharen, waaronder scharen speciaal bedoeld voor naai- en borduurwerk.

### Spelden

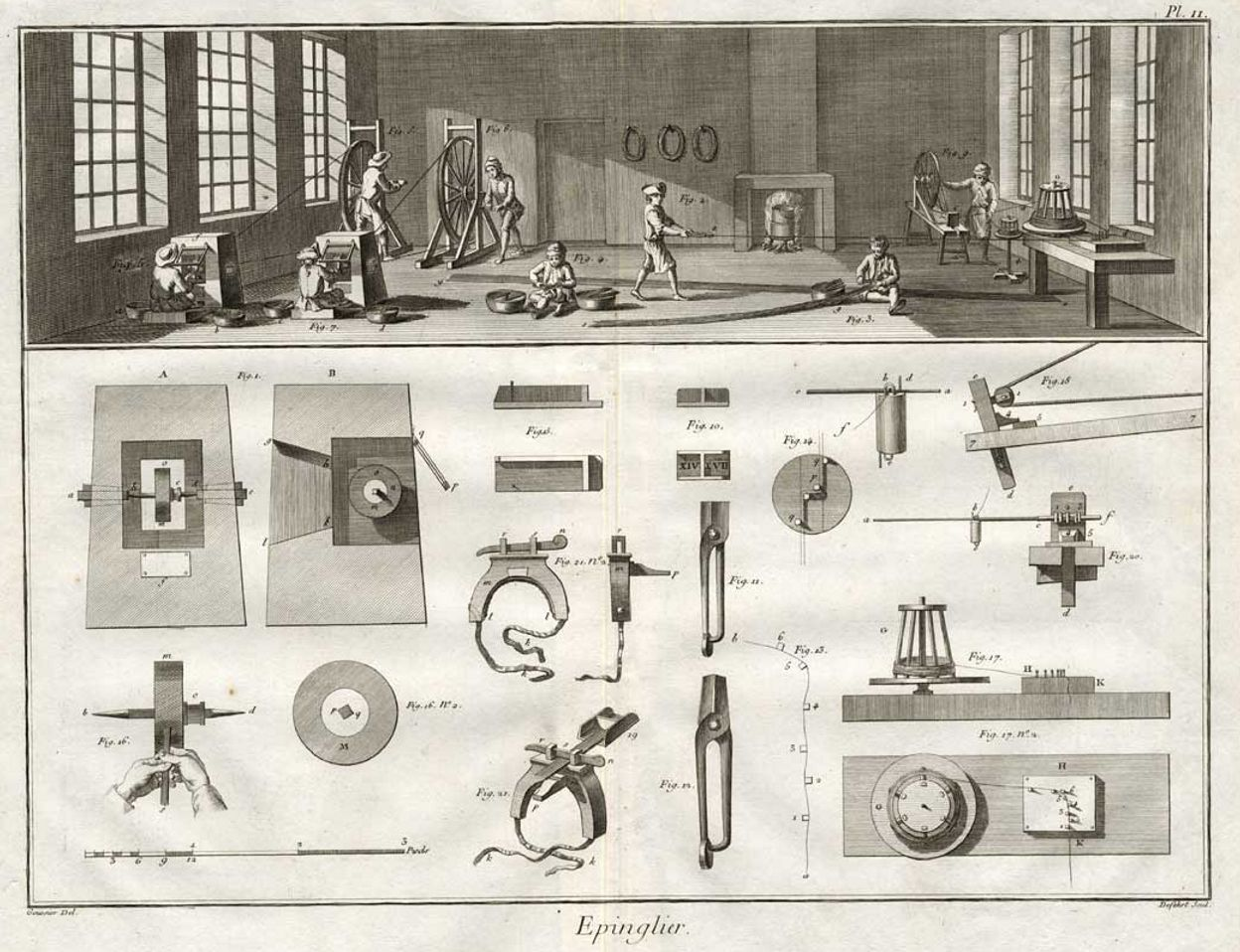
Illustratie hoe spelden rond 1762 gemaakt werden, uit de Encyclopédie van Diderot.

Het is niet mogelijk om te bepalen wanneer de eerste speld werd gebruikt. De eerste spelden waren waarschijnlijk gemaakt van lange doornen van planten. Tot in de vroege twintigste eeuw werden doornen van met name de sleedoorn als spelden verkocht. In de prehistorie werden waarschijnlijk ook visgraatjes, dunne botjes en hoorn gebruikt. Later werden bronzen en ijzeren spelden toegepast. De knop van de speld werd aangebracht om te voorkomen dat de speld door de stof heen viel.
Oorspronkelijk werden spelden alleen gebruikt om kleding aan elkaar vast te maken of te sluiten tijdens het dragen, of om accessoires op de kleding te bevestigen. Dit gebruik van spelden is inmiddels verdwenen. De eenvoudige rechte speld werd vervangen door andere spelden, zoals een fibula of een veiligheidsspeld (uitgevonden in 1849).
In de Middeleeuwen werd pas routinematige productie van spelden mogelijk. Voor het maken van spelden was het nodig om lange metaaldraad te maken met de juiste dikte. De techniek hiervoor werd in Frankrijk gebruikt vanaf de 15e eeuw. Maar spelden bleven duur, en de vraag ernaar was hoog, o.a. omdat men spelden vaak kwijtraakte, al werden pogingen gedaan om ze vast te naaien. In de 16e eeuw werden spelden met een dubbele knop gebruikt, die zeer geschikt waren om bijvoorbeeld sluiers vast te zetten.
In 1776 beschreef Adam Smith in zijn boek The Wealth of Nations het maken van spelden als het perfecte voorbeeld van verdeling van arbeid. Hij beschreef de werkwijze als volgt:
- persoon 1 trok de metaaldraad
- persoon 2 maakte de draad recht
- persoon 3 maak te het ene eind scherp
- persoon 4 zorgde ervoor dat de knop kon worden bevestigd.
- ten slotte werden de spelden gepolijst en in papier verpakt.

Eeuwenlang bleef de fabricage van spelden handwerk, totdat aan het eind van de jaren 1830 machines om spelden te maken uitgevonden werden. In Engeland werd Birmingham toen de spelden-hoofdstad van Groot-Brittannië. Rond dezelfde tijd verscheen in New York een fabriek waar ook machinaal spelden werden gemaakt, onder de naam Poughkeepsie pins. In eerste instantie bleef de productie van spelden echter vrij laag. Het huidige gebruik van metalen spelden, om delen van kledingstukken als voorbereiding op het stikken van naden met tientallen spelden aan elkaar te maken, is daarom relatief recent.
Een nadeel van de eerste machinale spelden was dat zij snel roestten. Om te voorkomen dat de roest vlekken veroorzaakte op het textiel, werden de spelden voor gebruik heen en weer bewogen in een zakje met gruis. Dit was de voorloper van de latere speldenkussens.
In een moderne speldenfabriek worden honderdduizenden spelden per dag gemaakt.

### Mapjes, tasjes, chateleines en naaidozen
Het feit dat naaigerei meestal bestaat uit kleine voorwerpen, maakt het nodig om ze zorgvuldig op te bergen. In de prehistorie zal daar veelal organisch materiaal voor gebruikt zijn, waarvan weinig overblijft. De vrouwen van de Cheyenne-indianen, die toen de Spanjaarden arriveerden nog geen metaal kenden en evenmin konden weven, gebruikten een aan een riem gedragen zakje van buffel- of kalfshuid om hun naaigerei, zoals een priem, in op te bergen.

## Lijst van naaigerei
| Naam                                              | Functie | Afbeelding |
| ------------------------------------------------- | --- | ---------- |
| Naald                                             | naaien, stikken, rijgen, borduren etc. |            |
| Elastieknaald                                     | lange naald met een zeer groot oog om elastiek of ander band door een genaaide koker te rijgen |            |
| Luneville-naald                                   | naald met een handvat en een haakje aan de voorzijde, waarmee een kettingsteek gemaakt kan worden |            |
| Naainaald                                         | een dunne naald |            |
| Stoffeerdersnaald                                 | kromme naald om bijvoorbeeld meubels te stofferen |            |
| Stopnaald                                         | een dikke naald met een groot oog en een stompe punt, bedoeld om te stoppen |            |
| Tapijtnaald                                       | sterke naald om tapijt te naaien |            |
| Tongnaald                                         | naald voor het ophalen van ladders in kousen of in fijn breiwerk |            |
| Rijgnaald                                         | naald met scherpe punt en groot oog bedoeld om te rijgen met dik, goed zichtbaar, garen |            |
| Zeilnaald                                         | een driekante naald voor het naaien van zeilen van zeilschepen |            |
| Naalddoorhaler, draaddoorhaler, draaddoorsteker   | hulpmiddel om de draad door het oog van de naald te halen |            |
| Speld                                             | tijdelijk aan elkaar bevestigen van textiel |            |
| Kopspeld                                          | een speld met een dikkere kop, die makkelijker te hanteren is dan een gewone speld |            |
| Speldenkussen                                     | om naalden of spelden op te steken tijdens het afspelden van werkstukken |            |
| Sokkenstopper                                     | om gaten in gebreide stoffen te repareren, stoppen genoemd, in de vorm van een paddenstoel |            |
| Borduurschaar                                     | een kleine puntige en scherpe schaar om draden door te knippen |            |
| Stofschaar                                        | om stoffen te knippen. Dit is een lange schaar, die sterk genoeg moet zijn om ook dikkere stoffen te knippen. Er bestaan stofscharen tot een lengte van ca, 25 cm. |            |
| Knoopsgatschaar                                   | om knoopsgaten te openen |            |
| Kleermakersschaar/coupeusestofschaar              | voor het knippen van zware stoffen |            |
| Tornmesje                                         | om stiksels los te tornen, of om knoopsgaten te openen |            |
| Meetlint, ook wel centimeter of lintmeter genoemd | om lengtes af te meten, ook in rondingen zoals de taille. |            |
| Liniaal                                           | om lengtes af te meten op vlakke gedeeltes stof. |            |
| Naairing                                          | bescherming voor duim of vinger bij het naaien |            |
| Vingerhoed                                        | wordt op de vinger gestoken teneinde te voorkomen dat men zich met de naald prikt |            |
| Naaiklem                                          | om dikke stof of leer in te klemmen zodat het beter hanteerbaar wordt bij het naaien |            |
| Handnaaiapparaat                                  | om zonder machine locksteken te maken |            |
| Naaihandschoen                                    | bescherming van de hand bij het naaien van leer |            |
| Garensnijder                                      | kleine schaar om garen af te knippen |            |
| Patroongewichten                                  | gewichten om het patroon op de stof te leggen, als alternatief voor het gebruik van spelden |            |
| Strijkijzer, strijkplank en perslap               | om naden open te persen tijdens het werken aan een kledingstuk of om het borduurwerk aan de achterzijde vlak te maken. De perslap moet makkelijk water opnemen, mag geen kleur afgeven en moet bestand zijn tegen de hitte van de hete strijkbout. Een oude katoenen theedoek is geschikt. |            |
| Kleermakerskussen                                 | stevig kussen om bolle gedeeltes van kleding na het stikken op te persen |            |
| Kleermakerskrijt                                  | om tijdelijke markeringen op textiel te maken |            |
| Rokkenspuit                                       | Om de roklengte goed te kunnen instellen. |            |

## Opbergmiddelen voor naaigerei
| Naam                   | Functie                                                      | Afbeelding |
| ---------------------- | ------------------------------------------------------------ | ---------- |
| Naaldenboekje          | mapje om naalden in te steken                                |            |
| Chatelaine             | ketting om naaigerei bijeen te houden en permanent te dragen |            |
| Naaidoos of naaikistje | om naaigerei en fournituren op te bergen                     |            |